# Zagrebački plenarij

Zagrebački plenarij, također i Zagrebački bjelokosni plenarij i Bjelokosni plenarij, čine četiri bjelokosne pločice s reljefima pričvršćene u barokni srebrni okvir, čiji se izvornik čuva u Riznici zagrebačke katedrale. Pretpostavlja se da je ga je Zagrebačkoj biskupiji, tj. biskupu Duhu darovao njezin utemeljitelj ugarsko-hrvatski kralj Ladislav Arpadović ili kralj Andrija II.
Plenarij se prvi put spominje u Imovniku iz 1394., kanonika Blaža. Od njega su preostale četiri bjelokosne pločice s reljefima pričvršćene u barokni srebrni okvir, koji 1630. daje izraditi zagrebački biskup Franjo Ergeljski.
Reljefi su podijeljeni vodoravnim utorom u dva ili više prizora nalazi se deset motiva: Navještenje, Rođenje, Krštenje, Preobraženje, Pranje nogu, Posljednja večera, Uhićenje, Raspeće, Uskrsnuće i Uzašašće. U križištu u sredini čuvao se relikvijar s česticom Svetoga Križa (Drvo Gospodnje). Na kutovima okvira četiri su kružna medaljona s pozlaćenim evanđelistima, dok je u sredini s lijeva Krist Svevladar (Pantokrator) sa zlatnom kuglom i križem, a njemu sučelice Marija Zagovornica ruku sklopljenih na molitvu. Na vrhu je Kristov monogram, a pri dnu Marijin, ovjenčani pletenim vijencem.
Prema zagrebačkom plenariju izrađena je inačica darovana papi Ivanu Pavlu II. za njegova apostolska pohoda Hrvatskoj 1998. u Mariju Bistricu. Taj plenarij korišten je kao omot-korice Evanđelistaru iz kojega je naviješteno evanđelje na sprovodnoj misi Ivana Pavla II. 8. travnja 2005. i pape Benedikta XVI. 5. siječnja 2023. Papa Franjo koristio ga je 5. listopada 2014. prigodom otvaranja Treće Opće skupštine izvanredne sinode biskupa.